# 藍黃紅菇
藍黃紅菇（學名：Russula cyanoxantha），俗稱燒炭者（charcoal burner），是一種擔子菌門真菌，隸屬於俗稱脆褶（Brittlegill）的紅菇屬。這種真菌在歐洲是最常見的紅菇屬真菌，並且主要在夏季至初秋期間出現。這種真菌菇類非常美味，並且在1997年獲得德國真菌協會（Deutschen Gesellschaft für Mykologie）評選為「年度蘑菇」（Pilz des Jahres）。

## 分類
藍黃紅菇最早的紀錄是由德國真菌學家雅各布·克里斯琴·沙弗於1774年所描述，其學名為藍黃傘菌（Agaricus cyanoxanthus）。後來，瑞典真菌學家伊利阿斯·马格努斯·弗里斯於1863年將其學名改為現在的名稱。其學名中的源自拉丁文，意思是「藍黃色」，指得就是其顏色。

## 描述
藍黃紅菇的菌蓋直徑約為4–15厘米（1.5–6英寸），呈綠色或亮棕色，且同種之間的顏色差異很大。起初呈凸面狀，但隨著年齡增加會漸漸變成扁平狀或下陷狀。在潮濕時，其表面具粘性。
其菌柄高達10厘米，厚1.5–2.5厘米，穩固，呈純白色，且有時候會染著紫色的色調。當菌柄與鐵接觸時，會有化學反應，並產生綠色的硫酸亞鐵。其菌褶呈白色或淡奶油色，它們之間的間距不大，且子實層是自由下垂的。其觸感油膩，有彈性的菌褶是其一大特徵。其孢子印呈白色，而其擔孢子的大小則為7–9 x 6–7微米。

### 類似物種
灰红菇（Russula grisea）的外形與藍黃紅菇相似，但其菌蓋顏色僅為灰綠色，且其色調較接近紫色或綠色，且其菌褶呈淡奶油色。這種真菌亦會在混交林生長，且更少在針葉林中出現。

## 分佈及生境
藍黃紅菇是歐洲最常見的紅菇屬真菌，且主要在山毛櫸下生長。這種真菌通常在略帶酸性，但營養豐富的土壤上生長，且是通過外生菌根的方式依附著山毛櫸生長。這種真菌主要在山毛櫸樹林中出現，但有時候會在落葉林或混合林中出現。這種真菌會在5月至11月期間出現，而高峰期則是7月至9月。

## 可食性
藍黃紅菇不僅沒有毒，還非常地可口，也是很常見的菇類，因此成為受歡迎的食材。其味道溫和，類似於堅果的味道。